# Hier spreekt men Nederlands

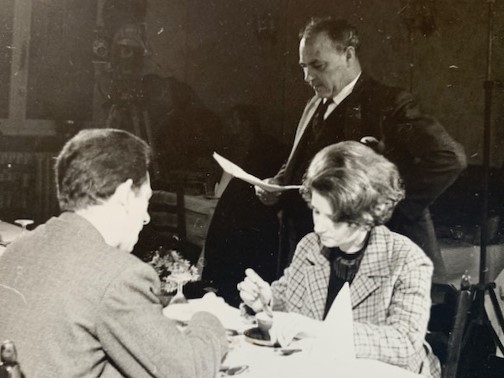
Fons Fraeters, Annie Van Avermaet en Joos Florquin tijdens de voorbereiding van een opname van Hier spreekt men Nederlands.

Hier spreekt men Nederlands was een Vlaams informatief magazine dat van 1962 tot 1972 op de Belgische Radio en Televisie te zien was. Het werd gepresenteerd door Joos Florquin, Fons Fraeters en Annie Van Avermaet.
Elke aflevering duurde vijf minuten en werd voor het journaal uitgezonden. Het programma had de bedoeling om de bevolking Algemeen Beschaafd Nederlands bij te brengen, zowel qua woordenschat als uitspraak.